# Байдарська волость
Байдарська волость — історична адміністративно-територіальна одиниця Ялтинського повіту Таврійської губернії з центром у селі Байдари.
Станом на 1886 рік складалася з 13 поселень, 2 сільських громад. Населення — 3491 особа (1842 чоловічої статі та 1649 — жіночої), 406 дворових господарств.
|                     | Площа, десятин | У тому числі орної, десятин |
| ------------------- | -------------- | --------------------------- |
| Сільських громад    | 3327           | 606                         |
| Приватної власності | 22470          | 259                         |
| Казенної власності  | 1323           | 186                         |
| Іншої власності     | 271            | 157                         |
| Загалом             | 27391          | 1208                        |

Найбільші поселення волості:
- Байдари — колишнє державне село при струмку Байдари за 49 верст від повітового міста, 310 осіб, 47 дворів, 2 мечеті, 3 лавки, 2 готелі, цегельний і черепичний заводи, 2 заїжджі двори, 2 кав'ярні. За 5 ½ версти — поштова станція. За 10 верст — рибний завод. За 10 верст — поштова станція. За 27 верст — 2 виноробні.
- Бага — колишнє державне село при струмку Ланікест, 199 осіб, 24 двори, мечеть, лавка.
- Биюк-Мускомія — колишнє державне село, при урочищі Катик-Лузень, 622 особи, 75 дворів, мечеть.
- Варнутка — колишнє державне село при струмку Куру-Узень, 134 особи, 20 дворів, мечеть.
- Календо — колишнє державне село при струмку Арманла, 13 осіб, 2 двори, мечеть.
- Кучук-Мускомія — колишнє державне село при урочищі Куш-Дере, 13 осіб, 2 двори, мечеть.
- Мухалатка — колишнє державне село при урочищі Біюк-Баїр, 13 осіб, 2 двори, мечеть, каплиця.
- Мшатка — колишнє державне село при струмку Яничокрак, 46 осіб, 7 дворів, мечеть, виноробня.
- Саватка — колишнє державне село при урочищі Кучук-Баїр, 99 осіб, 12 дворів, мечеть.
- Сахтик — колишнє державне село при струмку Курукчу-Чокрак, 134 особи, 20 дворів, мечеть.
- Узунджа — колишнє державне село при струмку Суук-су-Дере, 423 особи, 51 двір, мечеть.
- Хайто — колишнє державне село при урочищі Чисика, 456 осіб, 7 дворів, мечеть.